# Kostenets (ville)
Ne doit pas être confondu avec Kostenets.
Kostenets (en bulgare : Новоселци), est une ville du sud-ouest de la Bulgarie, à mi-chemin des villes de Sofia et Plovdiv.

## Géographie
La ville est le centre administratif de l'obchtina (municipalité) de Kostenets et est située dans l'oblast de Sofia.
La ville est située au pied du massif montagneux de Rila, à environ 70 km au sud-est de capitale Sofia.

## Galerie

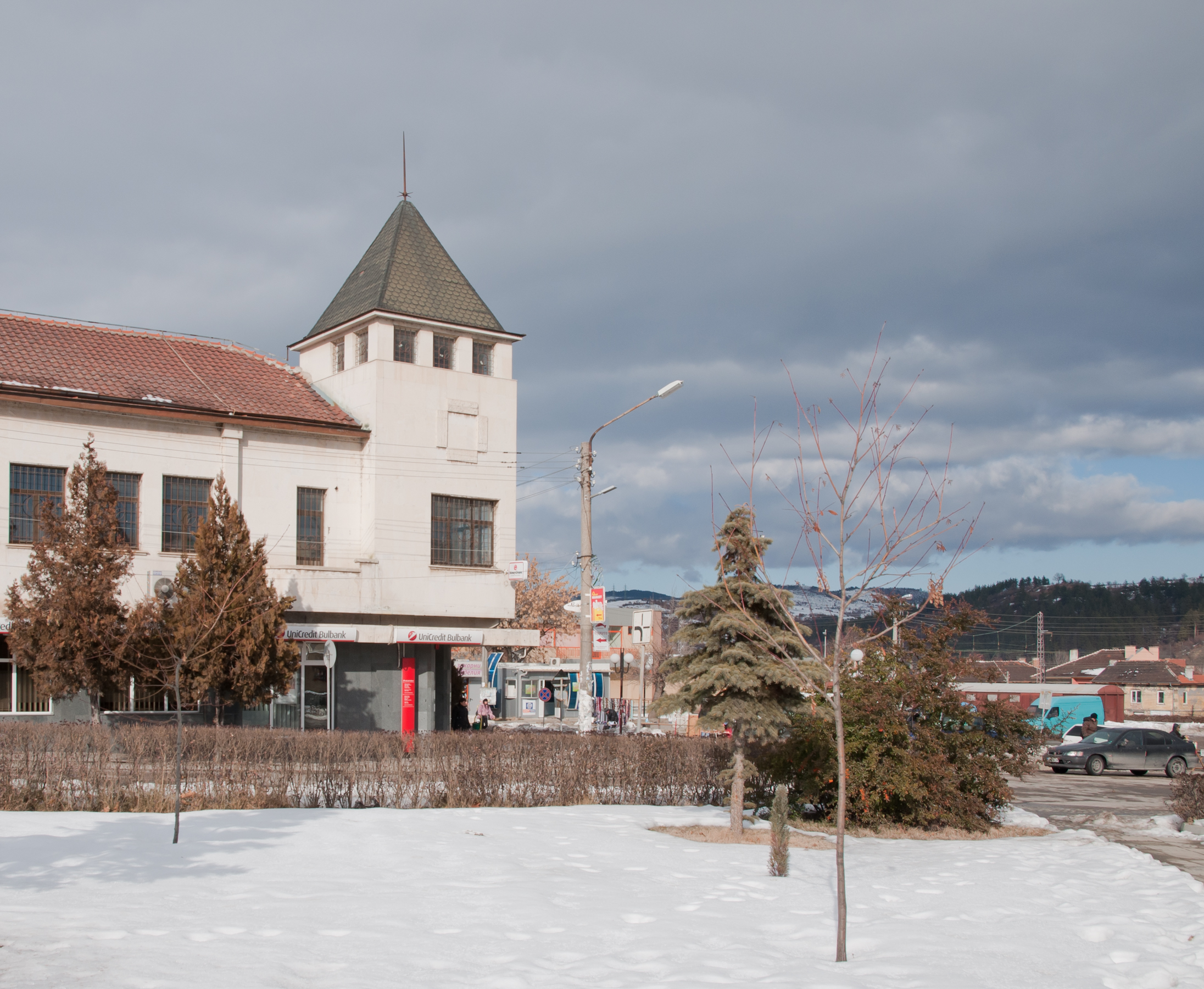
Le centre-ville
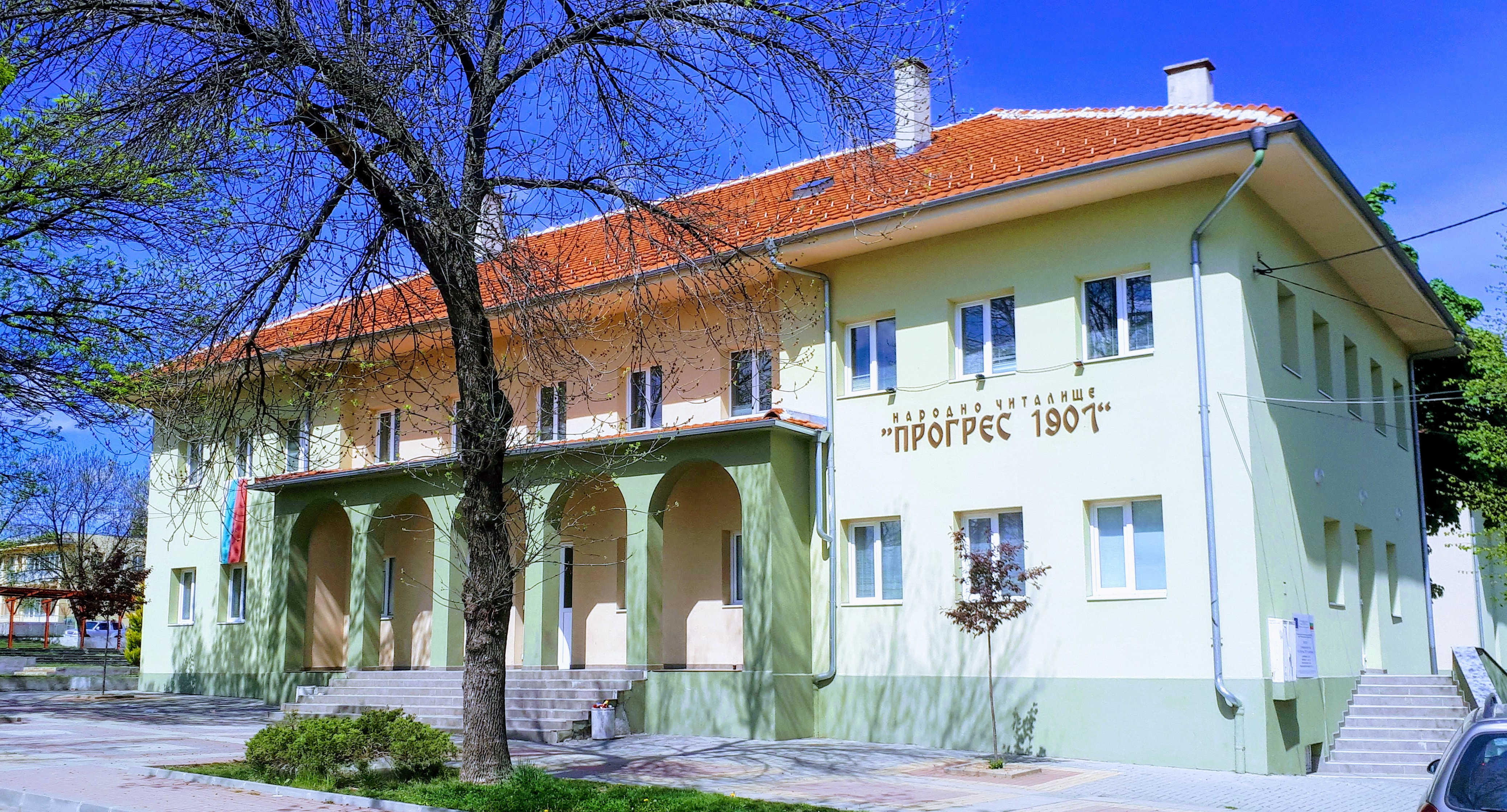
Le Tchitalichté
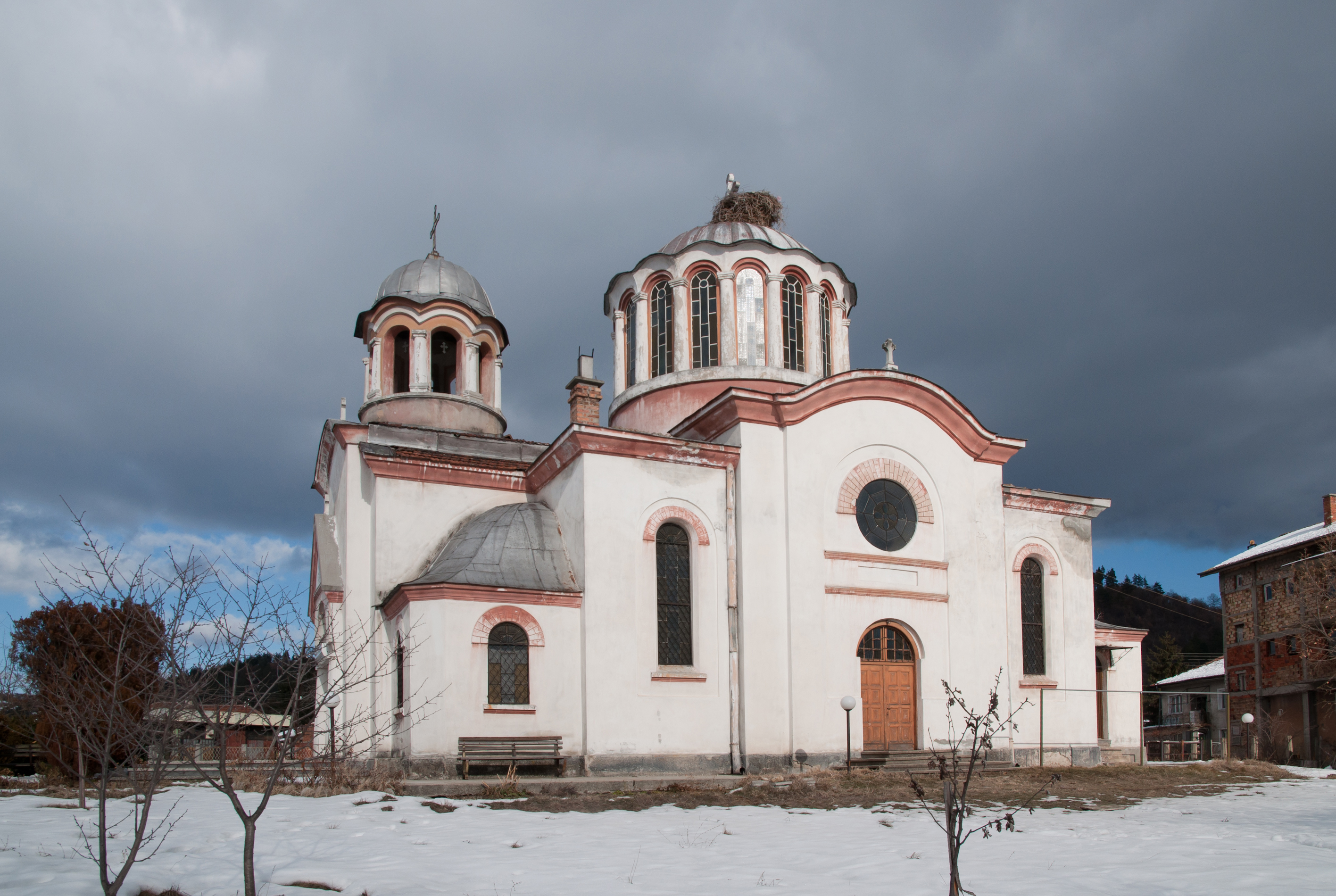
L'église Saint Georges
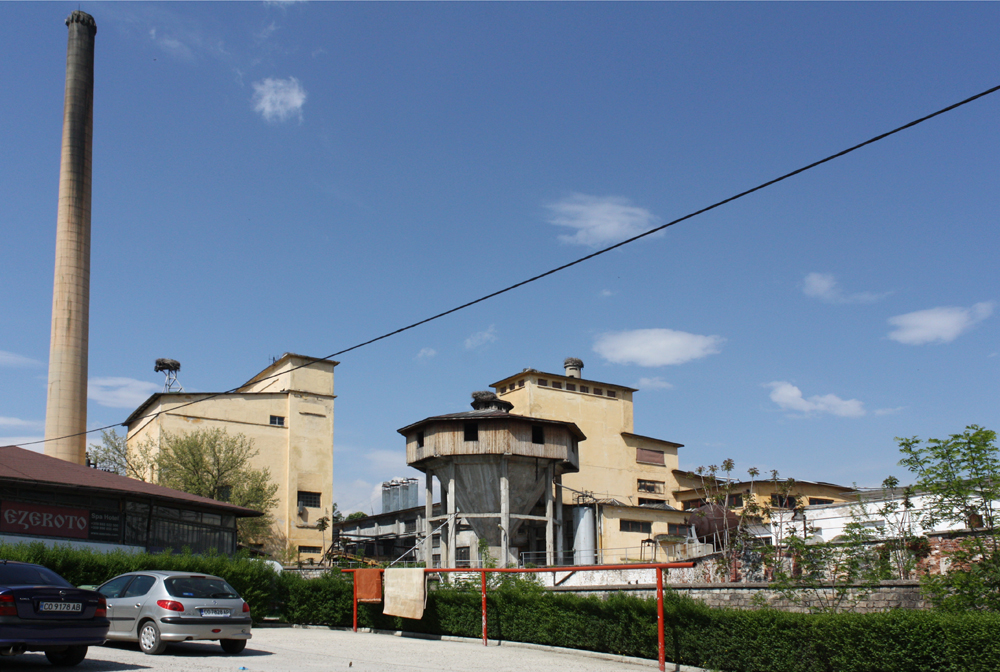
L'usine à papier
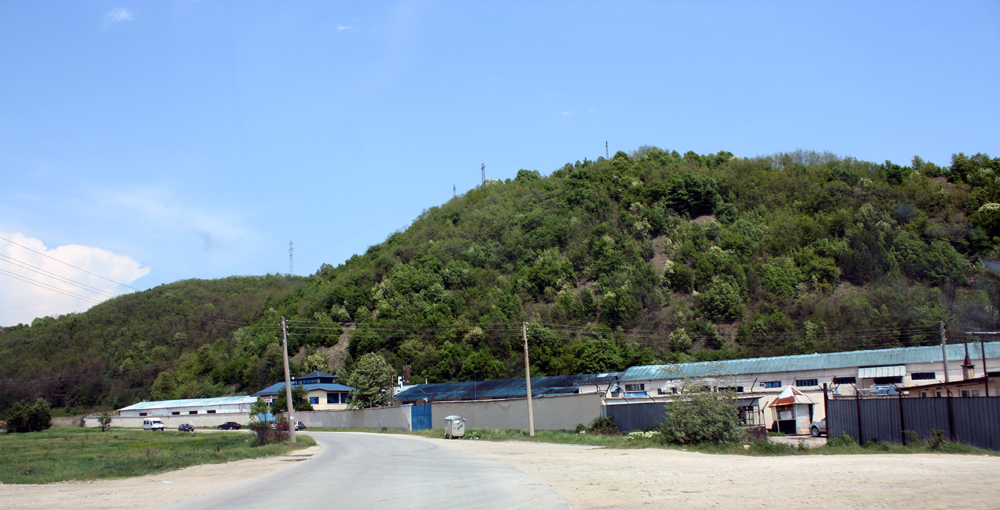
La distillerie